# 城の音
城の音(しろのね)は、東京都世田谷区成城を中心に活動する合唱団。指揮者の小澤征爾が中学3年の時に、生まれ育った地元である成城の仲間を中心に構成した合唱団である。小澤の同学年の安生慶、清水敬允、山本逸郎、小澤の弟のポンこと小澤幹雄、兄の小澤俊夫などが創設期に入団した。
結成から60年以上経った今でも老人ホームへの慰問など、様々な活動が行われている。